# Sardanapalus

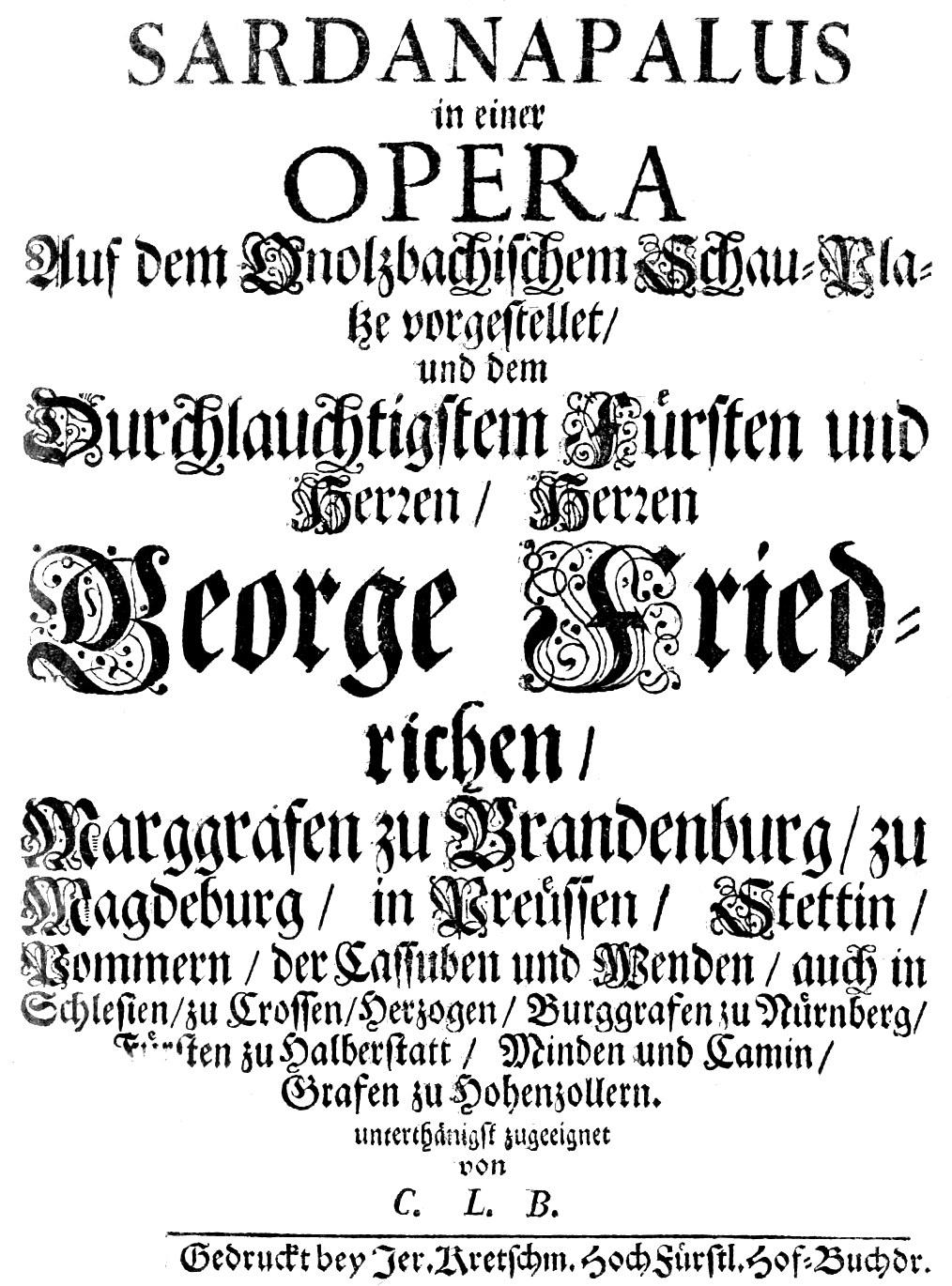
Titelblatt des Librettos

Sardanapalus ist die einzig erhaltene Oper des deutschen Komponisten und Librettisten Christian Ludwig Boxberg. Als Musiker war er ein Schüler von Nicolaus Adam Strungk, für den er auch Opernlibretti verfasste.
Das Stück handelt vom letzten Herrscher der Assyrer, der an seiner Luxusgier und seinen Leidenschaften zugrunde geht und sich am Ende mit seinen Frauen und Schätzen auf dem Scheiterhaufen selbst verbrennt.

## Entstehung
Der 1670 als Sohn des Sondershauser Hoforganisten geborene Boxberg wurde 1685 Alumne der Thomasschule zu Leipzig, als Johann Schelle Thomaskantor war. Als Nicolaus Adam Strungk 1693 in Leipzig das erste bürgerliche Opernhaus Mitteldeutschlands mit seiner Alceste eröffnete, übernahm dessen Schüler Boxberg, inzwischen Student an der Universität Leipzig, schon bei der Eröffnungsproduktion die Tenor-Partie des lustigen Dieners Lesbus.
Schon bald avancierte Boxberg zu Strungks rechter Hand beim Erstellen der Leipziger Opern. Spätestens ab 1696 schrieb er fast sämtliche Libretti für die Opern seines Lehrers, meist auf der Basis italienischer Vorlagen. Nach 1697 komponierte Boxberg auch Opern, die in Wolfenbüttel und Kassel aufgeführt wurden, wo er als Kapellmeister tätig war. Doch für Leipzig durfte Boxberg erst später Musik schreiben, als der stets hoch verschuldete Strungk sich aus Angst vor den Gläubigern in Leipzig nicht mehr sehen lassen konnte. Doch unternahm das Leipziger Opernunternehmen 1698 eine Reise nach Ansbach, ohne Kapellmeister Strungk. Dort bekam es Gelegenheit, am Hof des kunstsinnigen jungen Markgrafen Georg Friedrich von Brandenburg-Ansbach zwei Opern – Die verschwiegene Treue und Sardanapalus – aufzuführen; beide dichtete und komponierte Boxberg. Eine davon – der Sardanapalus – blieb in der Ansbacher Bibliothek erhalten. Das Stück ist die älteste erhaltene deutschsprachige Oper aus Mitteldeutschland und somit in vielerlei Hinsicht ein bemerkenswertes Denkmal der frühen deutschen Operngeschichte.

## Libretto
Es ist sehr wahrscheinlich, dass Boxberg sein Libretto auf der Grundlage einer italienischen Vorlage verfasste. Dies ist nach Meinung von Alberto Martino das Dramma per musica Sardanapalo von Carlo Mademi gewesen, welches im Jahre 1679 mit der Musik von Giovanni Domenico Freschi in Venedig uraufgeführt wurde. Boxbergs Libretto besteht aus einem Prolog und drei Akten und dieses wurde 1698 bei Jeremias Kretschmann in Ansbach gedruckt.
Die erste moderne Wiederaufführung des Stückes gab es am 27. Juli 2012 im historischen Ekhof-Theater in Gotha, mit der Compagnie Opéra Baroque und dem United Continuo Ensemble unter der musikalischen Leitung von Bernhard Epstein und in einer an der historisch-informierten Aufführungspraxis orientierten Inszenierung mit Barockgestik und -tanz von Milo Pablo Momm.

## Handlung

### Historischer und literarischer Hintergrund
Die weitgehend frei erfundene Handlung mit seinem eng verflochtenen Intrigenspiel um Liebe und Macht, dessen Verwicklungen und Verwechslungen und kunstvolle Wiederholungen schließlich zum glücklichen Ende für einige tugendhafte Paare, aber zum Tod des lüsternen Herrschers und seiner Ehefrau führen, ist eingebettet in die in Diodors Universalgeschichte (II, 27) überlieferte und sich auf die Geschichte Assyriens und Persiens des Ktesias von Knidos beziehende Geschichte des legendären letzten assyrischen Königs Sardanapalus. Diese Figur ist wohl ein Konglomerat der historischen assyrischen Könige Aššur-bāni-apli, seinem Bruder Šamaš-šuma-ukin und seinem Sohn Sîn-šarru-iškun. Die Eroberung der assyrischen Hauptstadt Ninive durch die Babylonier und Meder fand im Jahre 612 v. Chr. statt, bei der Sin-šar-iškun starb.

### Prolog
Mars liebt den Krieg. Juno, Venus, Diana und Apollo versuchen seine Leidenschaft für brennende Dörfer zu beschwichtigen. Cupido kommt zu Hilfe und bedroht Mars mit seinen Pfeilen. Daraufhin löscht er das Feuer in den Dörfern und erwähnt scherzhaft, dass er ja nur vorhat mit diesen Feuereffekten, eine Party für den Herrscher zu feiern. Statt Krieg zu führen, wird er die Geschichte von Sardanapalus erzählen, denn: Wer Tugend sehen will, der solle sich erst mal das Laster genauer unter die Lupe nehmen.

### Erster Akt
Der maßlose assyrischer Herrscher Sardanapalus hat schon zum wiederholten Mal gegen seinen Feind Belesus und dessen Verbündeten, den jungen Feldherrn Arbaces, gesiegt. Belesus ist verzweifelt, denn er glaubt seinen Sohn Belochus im Kampf verloren. Arbaces, Konkurrent von Sardanapalus bezüglich der schönen und klugen Agrina, ist verzweifelt, da er diese im Palast des vergnügungssüchtigen Sardanapalus weiß. Agrina, die ihrem Arbaces ewige Treue geschworen hat, trifft bei der Siegesfeier des Sardanapalus auf den schönen Belochus, der ihr seine Liebe erklärt. Sie bleibt standhaft und schmiedet Pläne. Durch ihren Pagen Misius möchte sie heimlich Nachricht ins feindliche Lager senden, um Tipps für den geeigneten Zeitpunkt eines erneuten Angriffs zu geben. Der schöne Belochus wird aufgrund seiner Unvorsichtigkeit sogleich gefangen genommen – zum großen Entzücken zweier Frauen des Sardanapalus.

### Zweiter Akt
Sowohl Salomena, die „treue“ Gattin des Sardananalus als auch Didonia, die Belochus aus dem Kerker befreit und dem zum Zwecke in Frauenkleider steckt, begehren den jungen schönen Mann leidenschaftlich. Im Palast des lebensfreudigen Sardanapalus geht in den Liebesbeziehungen so manches drunter und drüber. So gesteht der Leibgardist Saropes Salomena mehrmals leidenschaftlich seine Liebe, wovon die verliebte Gattin des Sardanapalus gar nichts wissen will. Kaum ist der zudringliche Belochus außer Sichtweite, macht sich schon Sardanapalus in seinem Serail an die schöne Agrina heran. Erfolglos. Doch in Salomena findet er willigen und vergnüglichen Ersatz. Um ihren pikanten Leidenschaften zu gefallen, verkleidet sich Sardanapalus als Frau. Atrax, der beflissene Diener des feindlichen Arbaces, auch ein Verehrer der Agrina, schleicht sich als Frau verkleidet ein in das Serail, um diese ausfindig zu machen. Als Sardanapalus erfährt, dass der schöne Belochus aus dem Kerker geflohen sei, begegnet er, selbst immer noch in Frauenkleidern, versehentlich dem verkleideten Atrax, den er sogleich verführt. Eventuell ein wenig verwirrt und stolz auf seine Wirkung als Frau, kommt Atrax in die Fänge der eifersüchtigen Salomena. Er fliegt auf. Doch sie lässt ihn laufen. Schließlich findet er Agrina und überbringt ihr brav die Nachricht seines Herrn Arbaces, dass dieser sie immer noch liebe. Agrina stellt ihm ihren (relativ genervten) Pagen Misius zur Fluchthilfe zur Seite. Nachts im Garten des Herrschers, findet Atrax dann zufällig die abgelegten Kleider des flüchtigen schönen Belochus und legt sich diese sogleich an, um seine Flucht fortzusetzen. Natürlich wird er sogleich verhaftet und landet im Kerker. Prompt ist der echte flüchtige schöne Belochus inzwischen bei Agrina, seiner großen Liebe, angelangt und bittet sie nochmals um Erhörung. Sie entsagt ihm abermals, doch diesmal nicht so hitzig, sondern mit der guten Begründung ihrer großen Liebe zu dem Feldherrn Arbaces. Belochus sieht die Vergeblichkeit seines Werbens ein und entsagt ihr. Just in jenem Augenblick ist der als Mohr verkleidete Arbaces selbst in die Gemächer des Palastes eingedrungen und bekommt gerade noch mit, dass sich Belochus und Agrina versöhnlich umarmen. Er fühlt sich bitter betrogen und meldet vorgeblich als Mohr von seinem Herrn Arbaces, also sich selbst, dass Arbaces Agrina nicht mehr liebe. Der enttäuschte Belochus hat inzwischen in Didonia, seiner Befreierin, Ersatz gefunden und sich in intimen Liebesrausch begeben. Der immer noch fälschlicherweise als Belochus im Kerker schmachtende Atrax, wird von Misius, dem Pagen der Agrina, der inzwischen Gefallen gefunden hat an dem verkleideten Atrax, mittels einer Wunderkiste mit prekären Kleidungsstücken – befreit. Bevor es aber ganz dazu kommt, ist Salomena dort aufgetaucht. Atrax genießt seine Wirkung in den Kleidern des schönen Belochus. Doch er fliegt erneut auf und Salomena lässt ihn abermals laufen.

### Dritter Akt
Ein Feld von großem Missverständnis und Eifersucht auf allen Seiten. Bevor die privaten Wirren ein Ende finden, bricht erneut der Krieg aus. Arbaces und Belesus stürmen die Mauern der Stadt Ninive. Sardanapalus hat, desinteressiert am Kriegsgeschehen, seiner Frau Salomena die Kriegsgeschäfte übertragen. Salomena wird verwundet und stirbt. Erst jetzt wird Sardanapalus klar, dass es für ihn keinen Ausweg mehr gibt. Um nicht in Feindeshand zu geraten, verbrennt er sich selbst auf dem Scheiterhaufen mit seinen Frauen und allen Schätzen. Arbaces und Belochus haben den Krieg erfolgreich gewonnen. Agrina wird von Arbaces abgewiesen. Er hält sie immer noch für untreu. Nun, glaubt sie, kann sie alle Träume, einst an der Seite von Arbaces auf dem Thron zu sitzen, an den Nagel hängen. Erst als er das Liebespaar Belochus und Didonia entdeckt, wird ihm klar, dass er Agrina möglicherweise unrecht getan hatte. Die neue Regierung in Assyrien tritt an: Das versöhnte Liebespaar Arbaces und Agrina auf dem einen Thron sowie der alte Belesus auf dem anderen Thron. Belesus kann sein Glück gar nicht fassen: Sein tot geglaubter Sohn Belochus ist am Leben. Für ein Leben im privaten Glück entscheiden sich der schöne Belochus und seine nun doch von ihm geliebte Didonia. Und der „geile Hund“ Sardanapalus ist tot.

## Musik
Boxbergs Partitur stellt eine bemerkenswerte Synthese verschiedener europäischer Nationalstile dar. Neben den deutschen Einflüssen finden sich zahlreiche französische und sogar einige der italienischen Oper. Somit stellt sie eine Frühform des Les Goûts Réunis, des vermischten Geschmacks dar, jenes Kompositionsstils also, den der Flötist, Komponist und Theoretiker Johann Joachim Quantz Jahrzehnte später als typisch für die Werke Telemanns, Bachs und Händels bezeichnete.
Kennzeichnend sind die vielen kurzen Arien, die, wie die in den Opern von Johann Philipp Krieger, Philipp Heinrich Erlebach, Johann Löhner und in denen seines Lehrers Strungk, Strophenlieder mit Instrumentalritornellen sind, mit syllabischer Textverteilung, einfacher Harmonisierung und oft tänzerischem Rhythmus. Der italienische Einfluss fällt hier deutlich geringer aus, als zum Beispiel in den Bühnenwerken von Johann Wolfgang Franck, Reinhard Keiser, Johann Sigismund Kusser und dem Erstlingswerk des jungen Georg Friedrich Händel, die Oper Almira, Königin von Castilien.

## Orchester
Blockflöte, drei Oboen, Fagott, vier Trompeten, Pauken, Streicher, Basso continuo (Violone resp. Violoncello, Laute, Cembalo).